# Acuerdo sobre los Aspectos de los Derechos de Propiedad Intelectual relacionados con el Comercio
El Acuerdo sobre los Aspectos de los Derechos de Propiedad Intelectual relacionados con el Comercio (Acuerdo sobre los ADPIC o, en inglés, TRIPS) es el Anexo 1C del Convenio por el que se crea la OMC, firmado en 1994. En él se establece una serie de principios básicos sobre la propiedad intelectual tendientes a armonizar estos sistemas entre los países firmantes y en relación con el comercio mundial.

## Descripción
El acuerdo sobre los ADPIC consta de 7 partes:
1. Parte I: Disposiciones generales y principios básicos
2. Parte II: Normas relativas a la existencia, alcance y ejercicio de los derechos de propiedad intelectual
3. Parte III: Observancia de los derechos de propiedad intelectual
4. Parte IV: Adquisición y mantenimiento de los derechos
5. Parte V: Prevención y solución de diferencias
6. Parte VI: Disposiciones transitorias
7. Parte VII: Disposiciones institucionales; disposiciones finales

Los aspectos comerciales de la propiedad intelectual no estaban comprendidos en el régimen del GATT (Acuerdo General sobre Aranceles Aduaneros y Comercio), del que la OMC se convirtió en entidad sucesora, y solo en 1994 se incorporaron en lo que desde entonces se conoce como "el GATT de 1994".
El Acuerdo sobre los ADPIC incorpora como principios fundamentales los propios del Convenio de París para la Protección de la Propiedad Industrial, el Convenio de Berna, la Convención de Roma sobre derechos conexos y el Tratado de Washington sobre Semiconductores, a los cuales añade el principio de la Nación Más Favorecida (NMF) propio de la OMC.
En la Parte II, el Acuerdo establece una serie de requisitos que habrá de cumplir la protección de todas las modalidades incluidas en él, en cuanto a requisitos básicos de protección, su duración mínima y su alcance.
En cuanto a las reglas sobre la observancia de los derechos de propiedad intelectual (en este tratado la propiedad industrial se considera parte de la propiedad intelectual), establece la obligatoriedad de permitir en todo caso la revisión por parte de un juez de las decisiones administrativas en contra de un titular de un derecho, o de aquella persona que pueda haberlo infringido.
El Acuerdo, aunque por su denominación alude únicamente a los "aspectos comerciales" de la propiedad intelectual, en los hechos determinó una fundamental transformación del régimen internacional en esa materia. En la OMC rige el principio del "todo único", por el cual los países miembros quedan obligados por la totalidad de sus acuerdos (unos 60), que conforman el "sistema multilateral de comercio, y no pueden (como hasta 1994) adherirse solamente a algunos. Esto determinó que gran número de países que no habían ratificado los Convenios de París y de Berna, sobre propiedad industrial y sobre derecho de autor y derechos conexos, quedaran automáticamente obligados por sus disposiciones. También convirtió a la OMC en organismo de aplicación del régimen y negociación de sus modificaciones, en una materia que antes estaba exclusivamente encomedada a la Organización Mundial de la Propiedad Intelectual (OMPI) y a la UNESCO en lo referente a la Convención Universal sobre Derecho de Autor.

## Requisitos de ADPIC
ADPIC requiere que los Estados miembro proporcionen una fuerte protección de derechos de propiedad intelectual. Por ejemplo, bajo el acuerdo:
- Los términos de copyright deben extenderse al por menos 50 años. (Art. 12 y 14)
- Los derechos de autor deben ser concedidos de forma automática y no basados en alguna forma de registro. (Art. 9)
- Los programas de ordenador deben ser considerados como "obras literarias" en virtud del derecho de autor y reciben los mismos términos de protección.
- Excepciones nacionales al derecho de autor (como el "uso justo" en los Estados Unidos) están limitadas por la prueba de tres etapas de Berna.
- Las patentes deben ser otorgadas por las "invenciones" en todos los "campos de la tecnología", siempre que reúnan todos los demás requisitos de patentabilidad (aunque se permiten excepciones para ciertos intereses públicos (Art. 27.2 y 27.3) y debe poder garantizarse por lo menos 20 años (Art 33).
- Las excepciones a los derechos exclusivos deben limitarse, siempre que la explotación normal de la obra (Art. 13) y la explotación normal de la patente (artículo 30) no esté en conflicto.
- En un perjuicio injustificado a los intereses legítimos de los titulares de los derechos de los programas de ordenador, las patentes están permitidas.
- Los intereses legítimos de terceros tienen que ser tomados en cuenta por los derechos de patente (artículo 30).
- En cada estado, el derecho de propiedad intelectual no puede ofrecer ningún beneficio a los ciudadanos locales que no estén a disposición de los ciudadanos de otros países signatarios en virtud del principio de trato nacional (con ciertas excepciones limitadas, Art. 3 y 5). También ADPIC tiene la cláusula de la nación más favorecida.

## Implementación en países en desarrollo
Las obligaciones derivadas de ADPIC se aplican por igual a todos los Estados miembros. Sin embargo se permitió a los países en desarrollo un mayor tiempo para implementar los cambios aplicables a sus leyes nacionales, en dos niveles de transición de acuerdo con su nivel de desarrollo. El período de transición para los países en desarrollo expiró en 2005, mientras para los países menos desarrollados se extendió hasta 2013 y hasta el 1 de enero de 2016 a las patentes farmacéuticas, con posibilidad de una mayor extensión.
Se ha argumentado que el estándar de ADPIC, el cual requiere que todos los países creen sistemas de propiedad intelectual estrictos, será perjudicial para el desarrollo de los países más pobres. Algunos argumentan que está en el interés estratégico de los países subdesarrollados hacer uso de ciertas flexibilidades disponibles en el acuerdo, para legislar leyes de propiedad intelectual con la menor rigurosidad posible. Sin embargo, esto no ha sucedido en la mayoría de los casos. Un informe de la OMS en 2005 encontró que muchos países en desarrollo no han incorporado estas flexibilidades (concesión de licencias obligatorias, importaciones paralelas, límites a la protección de datos, uso de excepciones para investigación, entre otras) en sus legislaciones.
Esto es probablemente a causa de la falta de conocimientos jurídicos y técnicos necesarios para redactar legislaciones que saquen provecho de tales flexibilidades, lo que a menudo ha llevado a los países en desarrollo a copiar la legislación sobre PI de países desarrollados, o depender de la asistencia técnica de la Organización Mundial de la Propiedad Intelectual (OMPI), la cual, según críticos tales como Cory Doctorow, anima a poner en práctica monopolios de propiedad intelectual más estrictos.

## Críticas
Desde que ADPIC entrara en vigor, ha sido objeto de críticas por parte de países en desarrollo, académicos y organizaciones no gubernamentales. Aunque algunas de estas críticas son en contra de la OMC en general, muchos defensores de la liberalización del comercio también consideran al ADPIC como una mala política. El efecto de concentración de riqueza de ADPIC (que mueve el dinero de países en desarrollo a los propietarios de derechos de autor y patentes en los países desarrollados) y la imposición de una escasez artificial a los ciudadanos de países que de otro modo habrían tenido leyes de propiedad intelectual más débiles, son bases comunes para tales críticas.
Otras críticas se han centrado en el fracaso de ADPIC para acelerar los flujos de inversión y tecnología hacia países de bajos ingresos, un beneficio adelantado por miembros de la OMC en el período previo a la formación del acuerdo. Declaraciones del Banco Mundial indican que ADPIC no ha dado lugar a una aceleración de la inversión demostrable en países de bajos ingresos, aunque pueda haberlo hecho hacia países de ingresos medios. Los períodos prolongados de patentamiento han sido estudiados por retrasar indebidamente la entrada de sustitutos genéricos y la competencia en el mercado. En particular, la ilegalidad de los ensayos preclínicos o la presentación de muestras para su aprobación hasta que una patente expire, han sido acusados de conducir al crecimiento de unas pocas multinacionales, en lugar de productores de países en desarrollo.
Daniele Archibugi y Andrea Filippetti sostienen que la importancia de ADPIC en el proceso de generación y difusión de conocimientos e innovación ha sido sobrestimado por sus partidarios. Este punto ha sido apoyado por hallazgos de Naciones Unidas, que indican casos de países con una débil protección beneficiados por fuertes niveles de inversión extranjera directa (IED). Análisis de los países de la OCDE en los años 1980 y 1990 (durante el cual la vida de la patente de los medicamentos se extendió por 6 años) mostró que mientras que el número total de los productos registrados se incrementó ligeramente, la media del índice de innovación se mantuvo sin cambios.
La Declaración de Doha de 2001 afirmó que el ADPIC no debe impedir que los miembros adopten las medidas necesarias para proteger la salud pública. A pesar de este reconocimiento, los países menos desarrollados han argumentado que las disposiciones flexibles del acuerdo, tales como las licencias obligatorias, son casi imposibles de hacer efectivas. En concordancia, abordajes recientes manifiestan la necesidad de garantizar un equilibrio entre el reaseguro de la propiedad intelectual y el ejercicio efectivo de los derechos humanos, tal como han sido refrendados en diferentes tratados internacionales.